# Irène Joliot-Curieová
Irène Joliot-Curieová, nepřechýleně Joliot-Curie (12. září 1897 Paříž – 17. března 1956 Paříž), byla francouzská vědkyně a pedagožka, dcera Marie a Pierra Curie. Roku 1935 obdržela společně se svým manželem, Frédéricem Joliot-Curie Nobelovu cenu za chemii za objev umělé radioaktivity. Angažovala se v politice jako aktivistka za mír, hájila práva žen. Byla jednou z prvních tří žen francouzské vlády, která se stala náměstkyní státního tajemníka pro vědecký výzkum pod Lidovou frontou v roce 1936.

## Život
Narodila se v Paříži roku 1897, její sestra Eva byla o sedm let mladší. Rodiče byli významní vědci, nositelé Nobelovy ceny za fyziku a chemii Marie a Pierre Curieovi. V roce 1906 otec přišel o život při dopravní nehodě. Matka se soustředila na svou práci a o děti se staral především jejich dědeček, Pierrův otec doktor Eugen Curie. Po skončení obecné školy matka rozhodla, že dcery budou nadále vyučovat soukromě její přátelé, univerzitní pedagogové. Irène dokončila formální vzdělání v roce 1914 složením maturitní zkoušky v elitní soukromé škole Collège Sévigné.

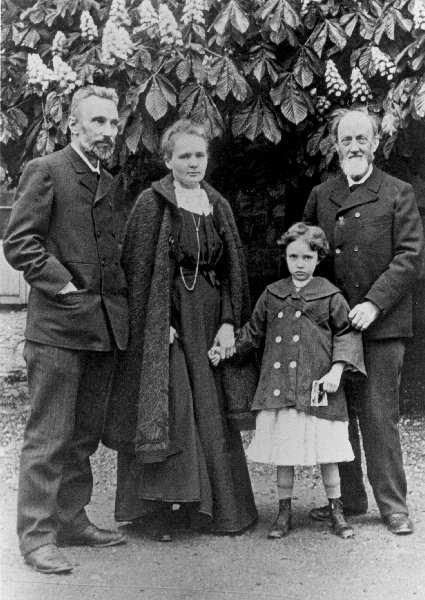
Rodina Curieových v roce 1904 (zleva Pierre a Marie Curie, Irene, Pierrův otec)

Studovala fyziku a matematiku na Fakultě přírodních věd na Sorboně, ale její studium bylo přerušeno 1. světovou válkou, během níž pracovala jako sestra u rentgenu. Od roku 1917 pokračovala v postgraduálním studiu matematiky, fyziky a chemie a současně měla na starosti radiologické školení zdravotních sester v Ústavu pro radium (Institut du radium). Po válce pokračovala ve výzkumu svých rodičů, v roce 1920 se stala asistentkou své matky a v roce 1925 získala doktorát přírodních věd za dizertační práci o alfa záření polonia.
V roce 1926 se provdala za Frédérica Joliota-Curie a spolupracovala s ním na výzkumu přírodní a umělé radioaktivity, transmutaci částic a nukleární fyziky. V roce 1927 se jim narodila dcera Hélène a v roce 1932 syn Pierre. Oba manželé milovali sport, hlavně turistiku, tenis, plavání, plachtění, lyžování. Léto trávila celá rodina obvykle v Bretani, kde se setkávali s mnoha svými pařížskými akademickými přáteli. Poté, co jí byla diagnostikována tuberkulóza, Irène pobývala často v sanatoriu na léčení. Během druhé světové války strávila několik měsíců ve Švýcarsku.
V roce 1934 se aktivně zapojila do politiky a boje proti fašismu. Podporovala španělské republikány v boji s frankistickým režimem a pomáhala španělským uprchlíkům. Postavila se také proti mnichovským dohodám.

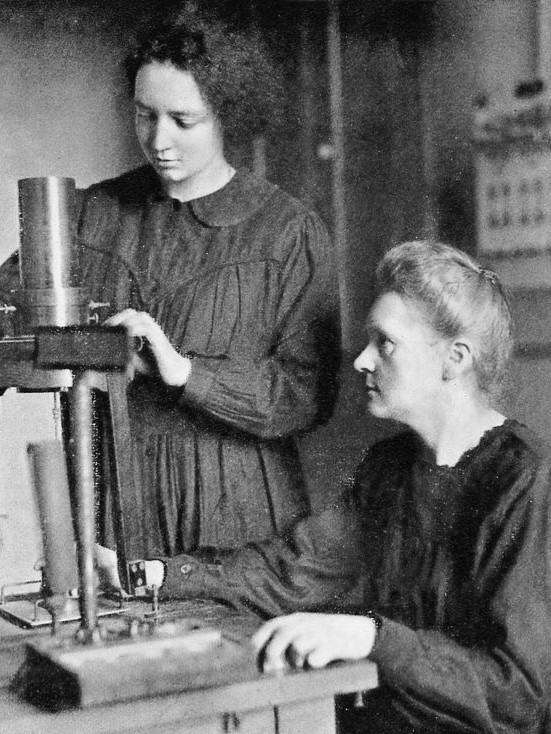
Irene s matkou Marií Curie v roce 1925

V roce 1935 se manželé podělili o Nobelovu cenu za chemii. Irène se v roce 1937 stala profesorkou na Přírodovědecké fakultě v Paříži. Vedla katedru nukleární fyziky na Sorboně. Předtím, v roce 1936 ji vláda Francie jmenovala tajemnicí pro vědecký výzkum a získala i řád důstojnice čestné legie. Její práce z roku 1938 na výzkumu aktivity neutronů těžkých kovů znamenala důležitý krok k objevu jaderné fúze. Po 2. světové válce byla od roku 1946 ředitelkou Radiového institutu a připravovala vybudování jeho nového centra. V letech 1946–51 zastávala místo komisaře v Komisi pro atomovou energii. Přednášela na Sorboně obecnou fyziku a radioaktivitu. 
Stala se členkou Comité National de l'Union des Femmes Françaises (Národní výbor Svazu francouzských žen) a Světové rady míru. Protestovala proti vojenskému využití jaderné energie a v roce 1950 získala Mezinárodní mírovou cenu Světové rady míru. V roce 1950 podepsala Stockholmskou výzvu proti vojenskému využití atomové energie a v roce 1955 Russellův–Einsteinův manifest.
Irène Joliot-Curieová zůstala po celý život v kontaktu s polskou větví své rodiny (její matka Marie Skłodowska se stala Francouzkou  manželstvím s Pierrem Curiem v roce 1895). Několikrát cestovala do Polska a příbuzným pomáhala v těžkých časech po druhé světové válce.
Irène Joliot-Curieová zemřela na leukémii způsobenou ozářením při výzkumu radioaktivity.
Dcera Hélène se stala jadernou fyzičkou a profesorkou na Pařížské univerzitě, syn Pierre se stal biochemikem v Centre national de la recherche scientifique.

## Výzkum
Před koncem jejího doktorátu, v roce 1924, byla požádána, aby zaškolila mladého chemického inženýra Fréderica Joliota do základů práce v radiochemické laboratoři. Od roku 1928, již se svým manželem Frédericem, pracovali na výzkumu atomových jader. V roce 1932 se jim podařilo úspěšně identifikovat pozitron i neutron. Ale nepodařilo se jim správně interpretovat získaná data a objevy těchto dvou částic byly později připsány Carlu Davidu Andersonovi, resp. Jamesi Chadwickovi. Jelikož bylo možné, na základě těchto objevů, vyvrátit model atomu Johna Daltona, přineslo by jim jejich publikování velkou slávu.

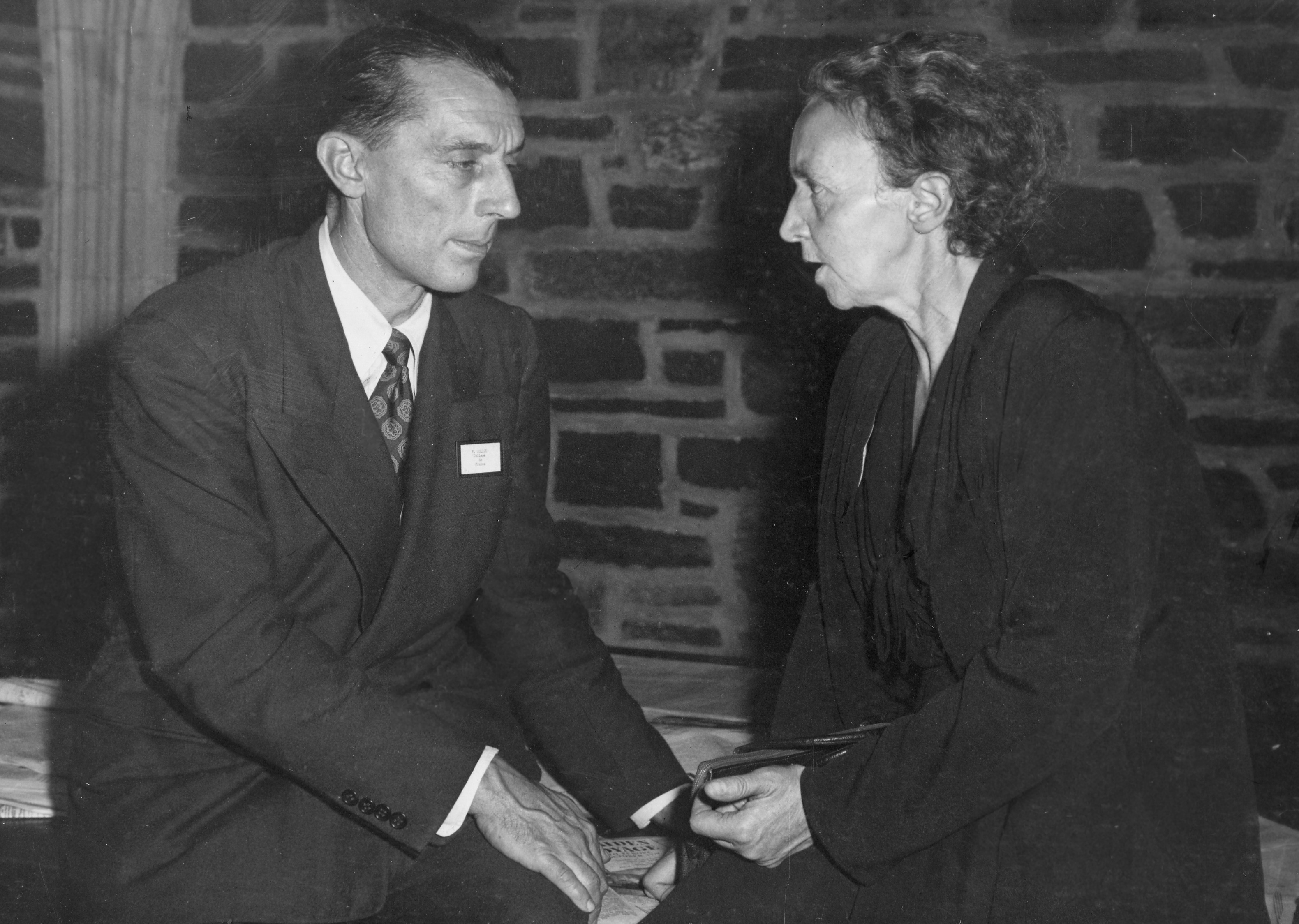
Irene a Frederic Joliot-Curie v roce 1935

V roce 1933 spolu se svým manželem vypočítala přesnou hmotnost neutronu. Prováděli řadu zajímavých experimentů, při bombardování hliníkové fólie částicemi alfa zjistili, že může dojít k zachycení jádra helia a uvolnění protonu za vzniku jádra křemíku:
27Al + 4He → 30Si + 1p
nebo k uvolnění neutronu a vzniká nestabilní izotop fosforu:
27Al + 4He → 30P + 1n
Jádro fosforu se následně mění na stabilní jádro 30Si a emituje pozitron. To je dovedlo k myšlence, že se proton rozpadne na dvojici částic: neutron a pozitron. Tento proces se označuje jako pozitronová emise nebo β+ rozpad, kdy se jádro posune v periodické tabulce prvků o jedno místo zpět a dochází k emisi elektronového neutrina. Tento objev prezentovali na sedmé Solvayově konferenci, kde se ale setkali se silnou kritikou od ostatních vědců.
Na základě rady od Marie Curie-Sklodowské provedli stejný experiment i s jinými prvky, v případě bóru se povedlo opět pozorovat emisi pozitronů:
10B + 4He → 13N + 1n
13N → 13C + e+
Tento děj označili jako umělou radioaktivitu a v roce 1935 za něj získali Nobelovu cenu za chemii.